# Амурский округ
Амурский округ — административно-территориальная единица Дальневосточного края, существовавшая в 1926—1930 годах.
Амурский округ был образован в 1926 году. Центром округа был назначен город Благовещенск. В состав округа были переданы территории Благовещенского уезда; Завитинского уезда (за исключением Михайло-Семеновской волости); Свободненского уезда (за исключением Тыгдинской, Рухловской и Зейской волостей) Амурской губернии.
Первоначально округ был разделён на 11 районов: Александровский, Амуро-Зейский, Екатерино-Никольский, Завитинский, Ивановский, Мазановский, Михайловский, Свободненский, Селемджинско-Буреинский, Тамбовский, Хингано-Архаринский.
В августе 1929 года Мазановский, Свободненский и Селемджино-Буреинский районы были переданы в Зейский округ.
30 июля 1930 Амурский округ, как и большинство остальных округов СССР, был упразднён. Его районы отошли в прямое подчинение Дальневосточного края.
Население округа в 1926 году составляло 386,7 тыс. человек (без иностранцев, которых было 9,1 тыс.). Из них русские — 66,5 %; украинцы — 26,0 %; белорусы — 3,9 %.